# Vannsätter
Vannsätter est une localité de Suède dans la commune de Söderhamn située dans le comté de Gävleborg.
Sa population était de 368 habitants en 2019.